# Goniolimon platypterum
Goniolimon platypterum är en triftväxtart som beskrevs av Michail Klokov. Goniolimon platypterum ingår i släktet Goniolimon och familjen triftväxter. Inga underarter finns listade i Catalogue of Life.